# Esporte Clube Novo Hamburgo
O Esporte Clube Novo Hamburgo é um clube brasileiro de futebol, sediado na cidade de Novo Hamburgo, no estado do Rio Grande do Sul. Fundado em 1.º de maio de 1911. Seu mascote é o Sapato (Pé Quente), suas cores são o branco e o azul-anil e tem como alcunhas Anilado e Nóia devido pronúncia alemã de Neue Hamburg. O clube anilado é o terceiro com mais participações no Campeonato Gaúcho de Futebol, sendo um dos mais tradicionais clubes do Rio Grande do Sul.  Em 2026, disputará a Série A do Gauchão.
O título mais importante da história do Novo Hamburgo foi a conquista do Campeonato Gaúcho de 2017, tendo sido ainda vice-campeão da principal competição estadual em 1942, 1947, 1949, 1950 e 1952, campeão gaúcho do interior em 7 ocasiões (1942, 1947, 1949, 1950, 1952, 1972 e 1980), conquistando ainda três copas organizadas pela Federação Gaúcha de Futebol (duas em 2005 e uma em 2013), considerando apenas os seus títulos mais relevantes.
Manda seus jogos no Estádio do Vale, inaugurado em 17 de agosto de 2008, com capacidade para 5.196 pessoas. Antes, o clube teve o Estádio dos Taquarais (de 1916 a 1953) e Estádio Santa Rosa (de 1954 a 2008).

## História

### Fundação
Quando de sua fundação, o Esporte Clube Novo Hamburgo passou a representar uma das cidades de colonização alemã do Vale dos Sinos, tendo sido criado em território da atual cidade de São Leopoldo, vinte e seis anos anos antes da emancipação da atual cidade de Novo Hamburgo.
Em 1º de maio de 1911, Dia do Trabalhador, um grupo de funcionários da então fábrica de calçados Adams fundou o clube. Naquela época, o esporte ainda começava a se preparar para virar preferência nacional. Ali decidiu-se que as cores seriam o azul, anil e branco. Na noite daquele dia festivo, pela iniciativa de pessoas de etnias germânica e portuguesa, Manoel Lopes Mattos, José Scherer, Aloys Auschild, Manoel Outeiro, João Tamujo e Adão Steigleder, decidiu-se pela criação do clube que seria conhecido como Anilado.
O clube quase levou o nome da fábrica, chamando-se Adams Futebol Clube, mas a homenagem à cidade foi escolhida. Foi chamado, então, Sport Club Novo Hamburgo, o Noia, apelido vindo da pronúncia alemã de Neue Hamburg. O primeiro jogo da história do Novo Hamburgo foi contra a equipe do Nacional, de São Leopoldo. Na ocasião, o Anilado acabou derrotado por 3 a 0.
No dia 23 de Novembro de 1913, o SCNH inaugura seu primeiro campo, em uma partida contra o Taquarense. Em 1916, o clube compra uma nova área para ser sua sede, conhecido como Estádio dos Taquarais. Lá, em amistosos ou em jogos oficiais, eram as rivalidades que falavam mais alto, suplantando a técnica ou qualquer esquema de jogo, sobretudo quando o confronto era com o Football-Club Esperança, quando a rivalidade era, não raro, extracampo.
Um de seus primeiros grandes destaques foi no ano de 1937, quando venceu o Campeonato Metropolitano, derrotando, entre outros adversários, o Nacional, Renner, São José, Cruzeiro, Força e Luz - a dupla Gre-Nal não disputou esta competição. O ano de 1925 marca a primeira disputa do Campeonato Gaúcho, no qual o clube é o maior participante entre todos os clubes do interior (fora dupla da capital).

### A guerra força a mudança - Façanhas das décadas de1940e1950
Em 1942, por imposição das medidas nacionalistas tomadas pelo Brasil durante a 2ª Guerra Mundial, o clube mudou seu nome para Esporte Clube Floriano, numa homenagem ao marechal Floriano Peixoto. No mesmo ano, o clube chega ao vice-campeonato Gaúcho. Feito repetido em 1947, enfrentando o famoso “rolo-compressor” do Internacional de Porto Alegre.
O melhor time deste período - para muitos o melhor time da história - foi montado em 1952 e realizou inesquecíveis apresentações. Após a decisão do título, em um quadrangular histórico, formado por Grêmio, Internacional, Pelotas e o Anilado, o Noia acabou na primeira colocação, um feito fantástico relembrado até hoje pelos saudosistas.
Em 1953, o clube começa a sonhar com a mudança de endereço, vendendo a área do Estádio dos Taquarais e comprando outra na Vila Rosa. O Estádio Santa Rosa é inaugurado em 1º de maio do ano seguinte, num jogo contra o Grêmio que terminou empatado em 2x2. O nome do clube muda novamente em 1968, voltando a se chamar Esporte Clube Novo Hamburgo, agora com o aportuguesamento da expressão “Sport Club”.

### Os Títulos do Interior nas décadas de1970e1980
Em 1972, o clube volta a realizar façanhas, conquistando o Título do Interior, sob o comando de Benno Becker. A equipe, formada por Carlos; Di, Coti, Ademir e Jorge Tabajara; Lindomar e Xameguinha; Dirceu, Helenilton, Bira e Jaime Feltes, superou Juventude, Caxias, Pelotas, Aimoré, entre outros clubes.
O dia 30 de Setembro de 1979 marca a primeira partida anilada no Campeonato Brasileiro, pela então Taça de Prata (equivalente à Série B do Brasileiro), diante do Joinville, em Santa Catarina.
Em 1980, desta vez treinado por Júlio Arão, o Noia volta a brilhar, repetindo o título de Campeão do Interior. Daniel; Manoel, Ronaldo, Paulo Vieira e Joaquim; Lourival, Ederson e Dagoberto; Itamar, Paraná e Passos formavam o time-base daquela campanha vitoriosa.
O ano de 1981 também foi especial e marcou outro grande feito do Anilado no cenário gaúcho, com outro Título do Interior. Cabe destacar que, naquela temporada, o Noia liderou o campeonato durante boa parte do campeonato, superando a dupla Gre-Nal e os rivais do interior por várias rodadas. No final, quando o título parecia um sonho palpável, o Novo Hamburgo foi superado pela capital e o título ficou com o Internacional. Vacaria comandava o Anilado, que tinha Marquinhos; Celso Augusto, Bob, Solis e Luiz; Palmito, Robson e Zé Luiz; Zé Melo, Romário e Anchieta.
Em 1982, o Noia confirmava a boa fase e se consagrava Campeão da Copa Aceg, campeonato que marcou época por ser o principal do futebol do interior. Mostrando solidez e consolidado como uma força do interior estado do Rio Grande do Sul, o Novo Hamburgo sagrou-se Bicampeão da Copa em 1984.

### As dificuldades nadécada de 1990e o retorno à elite doGauchão
Após um campeonato de contenções, o clube é rebaixado pela primeira vez em 1987, no campeonato gaúcho. Em 1989, após sagrar-se vice-campeão gaúcho da segunda divisão, o Noia volta à elite estadual.
Em 1993, o Noia é rebaixado no Gauchão pela segunda vez. Em 1996, o Noia sagra-se campeão da segunda divisão do campeonato gaúcho. Após 5 anos na divisão de acesso, em 2000, o Novo Hamburgo sagrou-se campeão da competição e, assim, retorna à elite do futebol gaúcho.
Em 2001, o clube volta a ser rebaixado no Gauchão. Após uma reformulação administrativa sob liderança do presidente Rosalvo Johann, chega o título de vice-campeão da divisão de acesso em 2003, e o clube volta em definitivo à elite estadual. Fato que se consolidou com uma bela participação no Campeonato Gaúcho de 2004, onde sempre figurou na ponta de cima da tabela. Desde então, o Esporte Clube Novo Hamburgo é novamente uma das mais importantes forças do interior do Rio Grande do Sul.

### Retorno à disputa de campeonatos nacionais
O ano de 2004 marca a volta do clube aos campeonatos nacionais com a disputa da Série C do Campeonato Brasileiro, pela primeira vez. Seguindo na sua ascensão, o Noia tem um ano memorável em 2005 com conquista dois títulos: campeão da Copa Emídio Perondi e campeão da Copa FGF, e disputa da Série C do Brasileirão tendo uma das melhores campanhas de um time gaúcho, chegando ao quadrangular final, disputando o título com o Remo, América de Natal e Ipatinga. Já no campeonato de 2006, o Novo Hamburgo acabou eliminado na primeira fase e desde então não voltou a disputar a competição.
Também em 2006, o Novo Hamburgo disputou pela primeira vez a Copa do Brasil, por ter sido campeão da Copa Emídio Perondi. No dia 15 de fevereiro de 2006, no jogo de ida, pela 1ª Fase da Copa do Brasil, Novo Hamburgo e Criciúma empataram por 2 a 2, no Santa Rosa. Fizeram os gols da partida Washington e Dudu, pelo Novo Hamburgo, e Dejair e Fernandinho, pelo Criciúma. Uma semana depois, a equipe do Criciúma venceu o Novo Hamburgo pelo placar de 2 a 1, no Heriberto Hülse. Os gols da partida foram marcados por Dejair, duas vezes, para o Criciúma, e de Dudu, para o Novo Hamburgo. Com o resultado, o Criciúma se classificou para enfrentar o São Caetano e o Novo Hamburgo foi eliminado da competição.

### Boas campanhas noGauchão
Em 2010, o Noia alcançou o vice-campeonato no primeiro turno do regional, sendo superado apenas pela dupla Gre-Nal. Na disputa da Taça Fernando Carvalho, a equipe chegou à final, eliminando o Internacional no Beira Rio, com um 2 a 1 na semi-final. Porém, na partida que valia o troféu, o Anilado sofreu um revés para o Grêmio pelo placar mínimo. No segundo turno, a equipe caiu na fase de quartas-de-final para o Internacional, nos pênaltis, depois de empatar em 3 a 3 no Estádio do Vale.
Em 2012, O Noia novamente fez bela campanha no Gauchão, chegando à final da Taça Piratini contra o Caxias. No Estádio do Vale, após empate no tempo normal em 1 a 1 com o Caxias, a equipe comandada por Itamar Schülle foi superada nas penalidades por 3 a 2, ficando com o vice-campeonato.
Em 2013, o clube voltou a encher seu torcedor anilado de orgulho com dois troféus. No primeiro turno da Copa Metropolitana, o título foi conquistado diante do seu maior rival, o Aimoré, e o título do campeonato foi conquistado diante do Internacional. Já na Copa Willy Sanvitto (Copa FGF de 2013), o título veio diante de outro rival histórico: o São José de Porto Alegre, passando pelo São Paulo de Rio Grande nas oitavas de final, pelo Grêmio nas quartas de final e pelo Pelotas, nos pênaltis, nas semifinais.

### Melhor campanha naCopa do Brasil
Em 2014, o Novo Hamburgo voltou para a Copa do Brasil e fez sua melhor campanha. A estreia foi no dia 9 de Abril de 2014 contra a equipe do Joinville. Douglas Oliveira sofreu pênalti que ele mesmo bateu e converteu para garantir o 1x0 que deu a vantagem para o Novo Hamburgo no jogo de volta. Em Joinville, o time gaúcho conseguiu igualar em 2 a 2 na noite de terça-feira, na Arena Joinville, com gols de Júlio Santos e Eliomar - Jael marcou duas vezes para o time da casa. Logo com um minuto de jogo, em cobrança de escanteio, a defesa não subiu, nem Julio Santos, que marcou com o pé para a equipe alvianil. Aos 40 minutos da etapa complementar, Eliomar recebeu a bola dentro da grande área, driblou o goleiro Ivan e fez o gol. Com a classificação, a equipe de Itamar Schülle aguardou o vencedor do confronto entre Vitória, da Bahia, e J.Malucelli, do Paraná.
Na segunda fase, no dia em que completou 103 anos de história, o Novo Hamburgo venceu o J.Malucelli no primeiro jogo da segunda fase da Copa do Brasil. Jogando em casa, no Estádio do Vale, o time gaúcho conseguiu abrir o placar aos 16 minutos do segundo tempo, com Juba. Com a vitória por 1 a 0, mais uma vez o Novo Hamburgo jogava com a vantagem do empate para se classificar. No jogo de volta, logo aos 13 minutos, o lateral-direito Afonso cruzou para Douglas cabecar, exigir boa defesa de Fabrício, e no rebote o meia Eliomar mandar para o fundo das redes. Já no segundo tempo, aos 28 minutos, Eliomar recebeu de Douglas na entrada da grande área para marcar um golaço no Ecoestádio e decretar a classificação do time do Vale dos Sinos à próxima fase da Copa do Brasil.
Já na terceira fase, o Novo Hamburgo estreou fora de casa. Nesse jogo, aconteceu a derrota do Novo Hamburgo na competição. Com um pênalti aos 49 minutos do segundo tempo, o ABC saiu vencedor do jogo. Rodrigo Silva cobrou com frieza e garantiu a vantagem alvinegra diante do Novo Hamburgo. No jogo de volta, o Novo Hamburgo precisava vencer para se classificar. Aos 27 minutos do primeiro tempo, após boa trama pela direita, Preto serviu Afonso nas costas de Luciano Amaral e desenhou o primeiro gol do jogo. O lateral-direito do Noia teve tempo preparar e chutar, sem chances para Gilvan. Aos 46 minutos do segundo tempo, Felipe Athirson mandou para a área e Juba, de costas, fez o gol que garantiu a vitória por 2 a 0 sobre o ABC. Com o resultado, o Novo Hamburgo estava classificado para as oitavas de final da Copa do Brasil.
Após conquistar uma vaga inédita nas oitavas de final da Copa do Brasil, a equipe anilada foi eliminada do torneio, por escalação irregular. Preto recebeu uma punição de dois jogos, após expulsão sofrida contra o J.Malucelli, no dia 1º de Maio. Assim, não atuou no compromisso de volta, tão pouco contra o ABC, em Natal. Assim, não teria pendências judiciais para figurar no duelo em solo gaúcho. Mas, antes do apito final, a arbitragem constatou, no sistema de súmulas online da CBF, que havia irregularidade na situação do meia. Entretanto, o Novo Hamburgo bancou a escalação do atleta. Todavia, o problema diz respeito à ausência de contrato do clube com o jogador, no primeiro encontro diante dos potiguares, fato que invalidaria o gancho cumprido.
Nesse mesmo ano, o clube conquista novamente o Campeonato da Região Metropolitana, batendo novamente o Internacional, passando pelo Estância Velha nas semifinais.

### Projeto ousado noGauchãoe primeira disputa daSérie D do Campeonato Brasileiro
Em 2015, com um projeto ousado, o Noia formou uma equipe recheada de jogadores experientes para o Gauchão. Leandrão, Rafael Dal Ri, Luís Mário, Magrão e Bolívar são alguns nomes que, treinados por Roger Machado, esbarraram apenas no Grêmio, dentro da Arena, em jogo válido pelas quartas-de-final, com empate em 1 a 1 e revés no pênaltis.
No ano de 2016, o Novo Hamburgo disputou pela primeira vez a Série D e foi eliminado na primeira fase.

### Gauchão 2017- O grande feito
No Gauchão de 2017, o Noia teve um começo de temporada espetacular. Nas seis primeiras rodadas, foram seis triunfos em seis jogos. Um dos principais destaques desta campanha era o poderio ofensivo do Noia. Além dos contra-ataques, outros fatores foram determinantes para o saldo de onze gols a favor, como o empenho na marcação e o rendimento nas bolas paradas. O técnico Beto Campos conseguiu apresentar um esquema tático que se encaixou com o estilo dos atletas.
No dia 7 de Maio de 2017, o Anilado conquistou o Gauchão pela primeira vez em sua história. Após empate em 2x2 no primeiro jogo com o Internacional no Beira-Rio, o jogo que decidiu o campeão foi realizado no Estádio Centenário, em Caxias do Sul, com o placar no tempo regulamentar em 1 a 1 e sem a vantagem do gol fora de casa, a disputa foi para as penalidades máximas e o Novo Hamburgo ganhou por 3x1.
Fase classificatória
A caminhada anilada no Gauchão 2017 iniciou no dia 30 de Janeiro. A estreia foi contra o Caxias, no Estádio do Vale. O time venceu por 1 a 0, com gol de pênalti marcado por João Paulo, após penalidade sofrida por Jardel. Depois, veio o Internacional, no Estádio Beira-Rio. O Anilado não se encolheu, em dois contra-ataques perfeitos, abriu 2 a 0 no final do primeiro tempo, com Preto e Jardel. Na segunda etapa, Nico López ainda descontou para o Colorado. Pela terceira rodada, o São José veio ao Estádio do Vale. O Zequinha fez um jogo muito disputado com o Noia, em noite marcada pela falta de energia elétrica na casa anilada. Jardel, em cobrança de falta, aos 29 minutos do segundo tempo, definiu o placar: 1 a 0 para o Noia.
A primeira goleada do time do técnico Beto Campos veio na quarta rodada, sobre o Juventude, no Vale. João Paulo (duas vezes), Assis e Branquinho marcaram os quatro gols do Noia. Caprini descontou. Era a quarta vitória seguida. Contra o São Paulo, em Rio Grande, o Anilado largou na frente com gol de Conrado. Leandro Rodrigues empatou ainda no primeiro tempo. Na etapa final, Jardel e Cleylton, contra, após chute de João Paulo, definiram o 3 a 1. Chegar a seis vitórias seria entrar para a história – nenhum clube havia conquistado esse feito desde que o Gauchão deixou de ser regionalizado, em 1961. E o Noia fez história diante do seu torcedor ao golear o Passo Fundo por 4 a 1 com gols de Júlio Santos (2) e João Paulo (2). Brandão descontou.
A sequência terminou no jogo seguinte, contra o Cruzeiro-RS, numa derrota pelo placar de 1 a 0. Após três rodadas sem vitória, em partidas contra Ypiranga, Grêmio e Brasil de Pelotas, o Anilado fecha a fase classificatória da competição com uma vitória contra o Veranópolis, por 1 a 0, no Vale, obtendo a melhor campanha e vantagem de decidir o segundo jogo dos mata-mata em casa.
Quartas de final
Após encerrar a fase classificatória na liderança, o Novo Hamburgo enfrentou o São José nas quartas de final do Gauchão 2017. O primeiro jogo foi disputado no Estádio Passo d'Areia, em Porto Alegre, e terminou com vitória anilada por 1–0, gol de João Paulo, garantindo vantagem para a partida de volta.
O duelo decisivo ocorreu no Estádio do Vale, em 8 de abril de 2017, diante de um bom público. O Noia manteve a postura ofensiva e abriu o placar logo aos 6 minutos do segundo tempo, com Jardel, após jogada trabalhada pelo meio-campo. O São José tentou reagir, mas esbarrou na sólida defesa comandada por Júlio Santos e Assis, e nas defesas seguras do goleiro Matheus Cavichioli. A partida foi marcada por equilíbrio nas estatísticas — posse de bola dividida e número semelhante de finalizações —, mas o time da casa mostrou maior eficiência. Com o triunfo por 1–0 no jogo de volta e o agregado de 2–0, o Novo Hamburgo avançou às semifinais de forma invicta diante do adversário na temporada, sem sofrer gols na série e confirmando a melhor defesa do campeonato até aquele momento.
Semifinal
Na semifinal, o Anilado enfrentou o Grêmio. No jogo de ida, realizado na Arena do Grêmio, o Tricolor abriu o placar com gol de Ramiro, mas Juninho empatou para o Noia, deixando tudo igual para a partida de volta.
O segundo confronto ocorreu no Vale. O Grêmio, que havia poupado titulares contra o Guaraní pela Libertadores, saiu novamente na frente, desta vez com Lucas Barrios. O Novo Hamburgo não se abateu e, em cobrança de escanteio de Preto, Júlio Santos apareceu livre para empatar de cabeça. A comemoração do gol foi seguida de um momento de tensão: um torcedor caiu da arquibancada e, com sangramento intenso, precisou ser encaminhado de ambulância ao hospital.
Com o empate agregado, a vaga foi decidida nos pênaltis. Pelo Grêmio, Maicon, Barrios e Luan converteram, enquanto Lincoln e Pedro Rocha desperdiçaram. Pelo Noia, João Paulo, Léo e Pablo marcaram, mas Preto e Assis pararam nas defesas do goleiro adversário, resultando em 3–3 após as cinco primeiras cobranças. Nas alternadas, Marcelo Oliveira, Ramiro e Arthur marcaram para o Grêmio; Júlio Santos, Juninho e Renan converteram para o Anilado. Na cobrança de Kannemann, Matheus Cavichioli defendeu. Amaral, então, bateu forte no canto direito, garantindo a classificação histórica do Novo Hamburgo para a final do Gauchão.
Final
Na final, o Anilado enfrentou o Internacional. No jogo de ida, no Estádio Beira-Rio, o Inter não conseguiu fazer valer o mando de campo. O Anilado esteve sempre à frente no placar, empatando a partida em 2–2. O Colorado pressionou, mas sofreu nas jogadas de escanteio. Os gols foram marcados por João Paulo e Assis para o Noia, e por Matheus (contra) e Nico López para o Inter.
No jogo de volta, disputado no Estádio Centenário, em Caxias do Sul, no dia 7 de maio de 2017, definiu o título. O Nóia saiu na frente no primeiro tempo, após falha de Ernando, que marcou contra. Na etapa final, o Inter empatou logo aos 3 minutos, com Rodrigo Dourado. Na decisão por pênaltis, o Novo Hamburgo conquistou pela primeira vez na sua história o Campeonato Gaúcho de Futebol ao vencer por 3–1 nas penalidades. O Inter desperdiçou as três primeiras cobranças, com D'Alessandro, Nico López e Cuesta, enquanto William descontou. Pelo Noia, João Paulo, Júlio Santos e Pablo converteram – Léo ainda desperdiçou.
O Noia terminou o torneio com 65% de aproveitamento, apenas duas derrotas, melhor ataque e terceira melhor defesa. Bateu os gigantes do Estado na semifinal e na final, e não perdeu para a dupla Grenal em 2017, mesmo com uma folha salarial que não chegava a 30% do salário de alguns jogadores de Grêmio e Inter. Desde 2000, nenhum clube do interior havia conquistado o Gauchão.
Fatos Tristes
Sete dias após conquistar o sonhado Título de Campeão Gaúcho, o Noia perdeu uma de suas referências, o patrono Reinaldo Von Reisswitz, faleceu no dia 14 de maio de 2017, ele esperou até seus 94 anos, para ver seu Noia conquistar esse feito. Reinaldo foi um grande colaborador do anilado, presidente do clube em 1971, colaborador de todas as horas, integrante de diversas diretorias, um apaixonado pelo Noia, torcedor de um só clube, incentivador, agregador, um legítimo anilado. O memorial do clube leva seu nome.
Outro fato triste marcou o ano de 2018. No dia 23 de julho, aos 54 anos, faleceu o Técnico Campeão Gaúcho Beto Campos. O comandante que esteve à frente da equipe no título Gaúcho de 2017 e também no Gauchão de 2018. Além de treinador, Beto Campos também marcou sua história no Noia, como atacante da equipe, fazendo o torcedor anilado comemorar com os gols marcados.

### Disputas daSérie D do Campeonato Brasileiro
No ano de 2017, o Novo Hamburgo disputou pela segunda vez a Série D e foi eliminado, novamente, ainda na primeira fase, num grupo com São Bernardo, Internacional de Lages e Foz do Iguaçu.
O ano de 2018 marca a melhor participação do clube na competição. O Noia ficou em segundo lugar do seu grupo, com Tubarão, Cianorte e Ferroviária de Araraquara, se classificando para a segunda fase para enfrentar o São José de Porto Alegre. O Anilado venceu o jogo de ida no Estádio do Vale por 2 a 1, porém no jogo de volta, perdeu por 1 a 0, levando a decisão para os pênaltis. Então, o Novo Hamburgo errou três cobranças, acertando apenas duas. Placar das penalidades: 3 a 2 para o São José, que viria a conquistar a vaga para a Série C de 2019, nas próximas fases.
O clube somente voltou a disputar a Série D em 2023, após más campanhas no Gauchão dos anos anteriores, porém voltou a ser eliminado ainda na primeira fase, num grupo com Hercílio Luz, Caxias, Camboriú, Brasil de Pelotas, São Joseense, Concórdia e Aimoré.

### Novo rebaixamento paraDivisão de Acesso
Sete anos após conquistar o título gaúcho e após duas décadas na elite do futebol estadual, o Novo Hamburgo, último campeão do interior, foi rebaixado para a Divisão de Acesso de 2025.
No Estádio do Vale, o Noia perdeu para o Caxias por 1–0, gol sofrido nos minutos finais, encerrando o campeonato com apenas nove pontos. Se tivesse segurado o empate, a equipe de Edinho Rosa permaneceria na Série A, e o Avenida seria o rebaixado — o que tornou ainda mais amarga a derrota no confronto direto entre ambos, pela terceira rodada.
Com críticas ao elenco e à direção por parte da torcida, o time encerrou o estadual com seis jogos sem vitória, incluindo quatro derrotas consecutivas. Foram apenas duas vitórias em 11 partidas. Além do Novo Hamburgo, o Santa Cruz caiu como lanterna do Gauchão 2024.
Na Série D, integrou o grupo A8 ao lado de Avenida, Barra, Brasil de Pelotas, Cascavel, Cianorte, Concórdia e Hercílio Luz. Classificou-se em 4º lugar, com 18 pontos em 14 jogos, ficando com a última vaga do grupo. Na segunda fase, foi eliminado pelo Maringá, após derrotas por 4–2 (ida) e 1–0 (volta).
A temporada também foi impactada por enchentes no Rio Grande do Sul, que afetaram a preparação e o calendário. Sob o comando de Lucas Isotton, o time começou invicto nos seis primeiros jogos da Série D, mas uma sequência de quatro derrotas comprometeu a campanha. A recuperação veio apenas na reta final, mas não foi suficiente para evitar a queda nacional e estadual.

### Retorno à elite do futebol gaúcho
Em 2025, no primeiro ano após o rebaixamento, o Novo Hamburgo teve uma temporada conturbada na Divisão de Acesso, mas que terminou com a volta à elite. O clube iniciou a competição sob o comando de Daniel Franco, demitido após seis rodadas por resultados irregulares. Marcelo Caranhato assumiu na sequência, mas deixou o cargo dez dias depois, com apenas um jogo no comando, para dirigir o Azuriz. A chegada de Rogério Zimmermann mudou o rumo da campanha. O Noia encerrou a primeira fase em 4º lugar, com 24 pontos, e avançou às quartas de final, onde superou o Gramadense (0–0 fora e 5–1 em casa). Na semifinal, enfrentou o maior rival, o Aimoré, no Clássico do Vale: vitória por 3–1 no Estádio do Vale e empate sem gols no Estádio Cristo Rei garantiram o retorno ao Gauchão.
Com o resultado, o Novo Hamburgo voltou à Série A após apenas uma temporada na segunda divisão, classificando-se também para a final da Série A2 contra o Inter-SM. Campeão estadual em 2017, o clube voltará a disputar o Gauchão 2026 ao lado de Internacional, Grêmio, Juventude, Caxias, Ypiranga, São Luiz, Guarany de Bagé, Monsoon, Avenida e São José, além do próprio Inter de Santa Maria.

## Estádios

### Estádio dos Taquarais
Em 1916, o clube compra uma área para ser sua sede, o Estádio dos Taquarais, no centro da cidade, na Rua Major Bender, permanecendo lá até 1953, quando, com o nome de Esporte Clube Floriano (resultado da campanha de nacionalização promovida pelo governo Vargas a partir da década de 1930), vendeu e comprou outra área no bairro Vila Rosa. O Estádio dos Taquarais é considerado o primeiro estádio do clube.

### Estádio Santa Rosa
Construído em 1953, quando o Novo Hamburgo, então denominado Floriano, vendeu o Estádio dos Taquarais, localizado na Rua Major Bender, esquina com Avenida Bento Gonçalves, e adquiriu o campo do Adams Futebol Clube, pertencente à empresa de calçados Adams, que ficava no bairro Vila Rosa.
A nova sede foi batizada em homenagem ao bairro. No dia 01 de Maio de 1954 foi inaugurado o Estádio Santa Rosa, numa partida com o Grêmio Foot-Ball Porto Alegrense, com empate em 2×2. O estádio do clube era localizado na cidade de Novo Hamburgo no estado do Rio Grande do Sul e possuía capacidade para 13.000 pessoas.
Em 1976, foram inaugurados os refletores do estádio, fruto de uma campanha que mobilizou a sociedade à época. Em 2001, a direção do Novo Hamburgo decidiu vendê-lo à Universidade Feevale para a construção de seu novo estádio – o Estádio do Vale – erguido no bairro Liberdade. A última partida realizada no Santa Rosa ocorreu em 22 de Março de 2008, com vitória do Novo Hamburgo por 3 a 2 sobre o Santa Cruz, pelo Campeonato Gaúcho. O estádio foi demolido em 17 de Abril de 2010, e o terreno foi adquirido em 2016 pela MRV Engenharia para construção do Condomínio Residencial Porto Marabella, do Condomínio Residencial Porto Trinidad, com mais de 600 novos apartamentos, e construção da Praça Jardim Vila Rosa como contrapartida a investimento de grande impacto no bairro.

### Estádio do Vale
Construído no ano de 2008, o Estádio do Vale, casa atual do Esporte Clube Novo Hamburgo, foi uma grande conquista para o centenário do Clube. A sua construção foi fruto de esforço obstinado para preservar o patrimônio da torcida anilada e a necessidade de se renovar e estar preparado para novos desafios.
O estádio está localizado na Rua Santa Tereza, no bairro Liberdade, na cidade de Novo Hamburgo no estado do Rio Grande do Sul. Conta com camarotes, cabines de imprensa, estacionamento, e possui capacidade para 5.196 torcedores. Além do campo principal, o complexo conta ainda com campo de gramado sintético e dois campos complementares.

## Títulos
| ESTADUAIS             | ESTADUAIS                             | ESTADUAIS     | ESTADUAIS                                 |
|                       | Competição                            | Títulos       | Temporadas                                |
| --------------------- | ------------------------------------- | ------------- | ----------------------------------------- |
|                       | Campeonato Gaúcho                     | 1             | 2017                                      |
|                       | Copa FGF                              | 2             | 2005 e 2013                               |
|                       | Campeonato Gaúcho - Divisão de Acesso | 2             | 1996 e 2000                               |
|                       | Campeonato do Interior Gaúcho         | 7             | 1942, 1947, 1949, 1950, 1952, 1972 e 1980 |
|                       | Copa Emídio Perondi                   | 1             | 2005                                      |
|                       | Campeonato da Região Metropolitana    | 2             | 2013 e 2014                               |
|                       | Copa ACEG                             | 2             | 1982 e 1984                               |
| CAMPANHAS DE DESTAQUE |                                       |               |                                           |
|                       | Competição                            | Colocação     | Temporadas                                |
| Brasil                | Campeonato Brasileiro - Série C       | 4º lugar      | 2005                                      |
|                       | Campeonato Gaúcho                     | Vice-campeão  | 1942*, 1947*, 1949*, 1950* e 1952*        |
|                       | Copa Governador do Estado             | Vice- campeão | 1970 e 1987                               |

### Outras campanhas de destaque
- Campeão da 2º Região: 3 (1928, 1929 e 1932)
- Campeão da Zona Nordeste: 9 (1931, 1933, 1934, 1935, 1936, 1938, 1939, 1940 e 1941)

- Campeão do Campeonato Citadino de Novo Hamburgo: 35 (todas as edições, de 1911 à 1945)
- Vice-campeão da Copa Rubens F. Hoffmeister: 1978
- Vice-campeão ACEG: 2 (1983 e 1985)
- Vice-campeão da Copa Governador do Estado: 1987
- Vice-campeão Gaúcho da Segunda Divisão: 1988
- Vice-campeão da Taça Cidade de Porto Alegre: 1991
- Vice-campeão do Campeonato Gaúcho (Divisão de Acesso): 2003
- Vice-campeão da Taça Fernando Carvalho: 2010
- Vice-campeão da Taça Piratini: 2012.
- Vice-campeão da Super Copa Gaúcha: 2014.
- Vice-campeão da Copa Valmir Louruz (Região Norte): 2015.
- Vice-campeão da Copa Metropolitana: 2016.
- Vice-campeão da Recopa Gaúcha: 2018

* Como Esporte Clube Floriano.

## Elenco atual
Última atualização: 21 de julho de 2025.

## Estatísticas
|  | Participações em 2025 |

| Competição        | Competição            | Temporadas | Melhor campanha       | Estreia | Última | P | R |
| Rio Grande do Sul | Campeonato Gaúcho     | 74         | Campeão (2017)        | 1930    | 2024   |   | 4 |
| Rio Grande do Sul | Série A2              | 9          | Campeão (1996 e 2000) | 1988    | 2025   | 4 | – |
| Rio Grande do Sul | Copa FGF              | 15         | Campeão (2005 e 2013) | 2006    | 2023   |   |   |
| Brasil            | Campeonato Brasileiro | 1          | 74º colocado (1979)   | 1979    | 1979   |   | – |
| Brasil            | Série B               | 8          | 16º colocado (1985)   | 1980    | 1989   | – | – |
| Brasil            | Série C               | 3          | 4º colocado (2005)    | 2004    | 2006   | – | – |
| Brasil            | Série D               | 5          | 27º colocado (2018)   | 2016    | 2024   | – |   |
| Brasil            | Copa do Brasil        | 4          | 3ª fase (2014)        | 2006    | 2020   |   |   |

### Últimas dez temporadas
*Competição em andamento
Legenda:
| Campeão Gaúcho Promovido ao Campeonato Gaúcho Rebaixado à Divisão de Acesso |

## Artilheiros
Artilheiros do Campeonato Gaúcho
- Oscar - 1936 (7 gols)
- Geovani - 1962 (13 gols)*
- Sapiranga - 1966 (13 gols)*
- Giancarlo - 2006 (14 gols)

* Como Esporte Clube Floriano.

## Rivalidade
O principal adversário do Esporte Clube Novo Hamburgo é o Aimoré, da cidade vizinha São Leopoldo, com quem faz o "clássico do Vale". O Noia tem a vantagem histórica no confronto, com o dobro de vitórias em relação ao histórico rival. Até o final do ano de 2023, foram 110 jogos entre Novo Hamburgo e Aimoré, 46 vitórias do Anilado, 23 vitórias do Índio Capilé, e ainda 41 empates.
As provocações acontecem de lado a lado. Os torcedores do Aimoré se referem ao adversário de forma pejorativa como o Floriano. Este foi o nome que o clube adotou em 1944, em homenagem a Floriano Peixoto, segundo presidente da história do Brasil, após pressão do governo de Getúlio Vargas, e que se manteve até 1968.
Os anilados, em resposta, minimizam as ironias e retrucam com outra, dizendo que a rivalidade do Aimoré é com o Sapucaiense. Afinal, eles estão no panteão dos campeões gaúchos da Primeira Divisão, e o Índio Capilé, apenas da Divisão de Acesso.

## Símbolos

### Bandeira
A primeira bandeira do Esporte Clube Novo Hamburgo foi criada em 1911 e trazia as cores branco e azul anilado, num tom mais escuro e diferente das cores adotadas atualmente. No decorrer dos anos, a cor azul anil foi ganhando tons mais claros, então cada vez mais presentes nos uniformes do clube e consequentemente na sua bandeira.
Em 2015, uma votação popular elegeu com 41,5% dos votos a atual bandeira oficial do clube. Composta de três listras horizontais proporcionais, sendo duas azuis intercaladas por uma branca ao meio e o escudo oficial do clube ao centro.

### Hino
Escrito por Raoni Santos Bernardo, o Hino Moderno do Esporte Clube Novo Hamburgo foi gravado no ano de 2016 para dar ao clube um hino atual, mas com sonoridade clássica, tornando-se rapidamente popular entre a torcida.
 Letra e música: Raoni Santos

Arranjo: Marcelo Marinoni
Sempre contigo estaremos

Para nós és o primeiro

Pintando de Branco de Anil

Os campos de todo o Brasil (2x)
Da nossa cidade ostentas o nome

Novo Hamburgo vamos celebrar

O teu centenário repleto de glórias

Tradição nunca te faltará
Nos gramados do nosso Rio Grande

Anilado, sempre foste gigante

Noventa minutos, o coração para

E o que nos leva a emoção
És do Vale dos Sinos a estrela que brilha radiante sem par

Teu manto sagrado engastado em azul nós saberemos honrar

Porque és altaneiro, time de guerreiros

Levamos na alma e no coração as cores do teu pavilhão 

### Mascote
O Esporte Clube Novo Hamburgo foi fundado em 1º de maio de 1911, Dia do Trabalhador, por funcionários de uma fábrica de calçados na cidade que se denomina 'Capital Nacional do Calçado'. Devido à concentração de fábricas de calçados na cidade, nada mais justo que a mascote do clube seja um sapato, denominado de 'pé quente' ou 'sapatão'. Esse histórico personagem costuma acompanhar as partidas no Estádio do Vale e aparecer nas charges jornalísticas da imprensa local e especializada.
Até os dias de hoje, Novo Hamburgo e regiões limítrofes mantêm um potencial econômico significativo por conta do setor coureiro-calçadista, estreitando ainda mais a relação do clube com esse setor.

## Torcida
A primeira Torcida organizada que o clube teve foi no período do Estádio dos Taquarais. A Torcida Organizada Pela Grandeza do Sport, PGS, reunia funcionários e patrões da extinta fábrica de calçados Adams, de Novo Hamburgo.
Depois da PGS vieram muitas outras, como a Carrossel Anilado, Dragão Azul (formada a partir da extinção da Carrossel), Bafo na Nuca, Camisa 12, InflaNóia, Fogo Anil, Nação Anilada, Paranoia e, recentemente, os Vikings Anilados.
Fogo Anil
Autoproclamada uma torcida não organizada, é composta de torcedores que amam o clube sem exigir nada em troca. Nascida do fanatismo anilado, foi batizada de Fogo Anil pela proposta de seus fundadores, Parahim Neto e Luciano Arnecke, de levar às arquibancadas a até então inédita presença de fogos e fumaças coloridos. Sua data de fundação é 15 de março de 1998, data que marcou uma espetacular vitória de virada do Anilado sobre o São José de Porto Alegre por 3×2.
Por ser a primeira torcida a levar um show pirotécnico à então casa anilada, o Estádio Santa Rosa, a Fogo Anil acabou influenciando outras organizadas, fazendo do estádio um reduto com crescentes espetáculos que acolhem e incentivam melhor o seu time local.
Vikings Anilados
Um novo movimento surgiu para identificar todos os torcedores do Esporte Clube Novo Hamburgo como Vikings Anilados. Não é uma torcida organizada, mas sim uma identidade para os próximos anos.
"É a união de todos os torcedores, principalmente das torcidas Paranoia e Fogo Anil, com o propósito de acabar com a frieza das arquibancadas. É simples: quem torce pro anilado automaticamente virou Viking Anilado", explica um dos criadores da identidade, Luciano Chiesa Arnecke.
Paranoia
A Paranoia, ou banda do Noia, é uma torcida organizada que surgiu em 2013. Ela conta com as mais variadas faixas (barras), bandeiras e trapos (panos pendurados que exaltam o time e seus ídolos) que são confeccionados e colocados no estádio pelos próprios torcedores. A torcida usa seus instrumentos e suas músicas para incentivar o clube mesmo quando está perdendo, característica marcante das torcidas da América do Sul.

## Rankings

### Ranking da CBF
- Posição: 121° [39]
- Pontuação: 474 pontos
- Região Sul: 24°
- Estadual: 9°